# Cantó de Tremblay-en-France
El cantó de Tremblay-en-France és un cantó francès del departament de Sena Saint-Denis, situat al districte de Le Raincy. Des del 2015 compta amb quatre municipis.

## Municipis
- Coubron
- Montfermeil
- Tremblay-en-France
- Vaujours

## Història
| Data d'elecció                           | Identitat         | Partit            | Qualitat |
| ---------------------------------------- | ----------------- | ----------------- | -------- |
| 1967-2001                                | Georges Prudhomme | PCF               |          |
| 2001-                                    | Pierre Laporte    | PCF, després FASE |          |
| les dades anteriors no són pas conegudes |                   |                   |          |
|                                          |                   |                   |          |

## Demografia
| A partir de 1990: Població sense dobles comptes |